# Topkick
«То́пкик» (англ. TopKick [ˈtɔpkɪk]; в прямом смысле этого слова «удар сверху», в перен. «старшина») —  американский опытный переносной противотанковый ракетный комплекс с наведением ракет по лазерному лучу. Предназначался для оснащения частей сухопутных войск, морской пехоты и сил специального назначения США и союзников по блоку НАТО (в долгосрочной перспективе). Разработка комплекса велась в 1986—1988 гг. с перспективой постановки на вооружение к середине 1990-х гг. Уступил соревнование опытному прототипу от компании «Тексас инструментз» (впоследствии известному как «Джавелин»).

## История
Проект «Топкик» вырос из более ранних наработок корпорации «Форд аэроспейс» в сфере разработки средств противовоздушной обороны. Работы по модификации имеющихся переносных образцов зенитного ракетного вооружения с наведением по лазерному лучу (Laser Beam Rider) для стрельбы по танкам и тяжёлой бронетехнике стартовали при ограниченной государственной поддержке уже в начале 1980-х гг. После того, как летом 1986 года Управление ракетных войск Армии США объявило о начале программы разработки усовершенствованного среднего противотанкового ракетного комплекса (Antitank Weapons System-Medium, сокр. AAWS-M), в «Форд» решили модифицировать имеющийся универсальный переносной зенитный ракетный комплекс «Сейбр» под армейские требования. В структуре корпорации за работу над комплексом, как и прежде при работе над оружием с лазерными системами наведения, отвечало подразделение «Аэроньютроник» в Ньюпорт-Бич, штат Калифорния. Углекислотные лазеры закупались у традиционного партнёра «Форд» в работе над вооружением такого рода — американского филиала британской компании «Ферранти». Впоследствии, осенью 1987 года «Форд» сменила привычного поставщика и заключила контракт с «Хьюз эйркрафт» на разработку и изготовление усовершенствованного облегчённого лазера. Конструктивные изменения, помимо изменения дизайна, заключались в следующем: боевую часть сделали двойной (с последовательным подрывом над целью), изменив её конфигурацию с кумулятивно-фугасной на чисто кумулятивную и снарядив более мощным зарядом взрывчатого вещества для увеличения бронепробивающей способности, которая составляла не менее 700—750 мм броневой стали, что было достаточным расчётным показателем для поражения советских танков типа Т-72, Т-80 и аналогичных им.
Наравне с национальными производителями в конкурсе принимали участие конкурирующие проекты зарубежных производителей. Поскольку конкурс предусматривал участие в нём конкурсантов тандемом, в «Форд» решили объединить усилия с корпорацией «Дженерал дайнемикс». В отборочный тур прошли попарно три группы компаний со своими образцами: «Форд аэроспейс»/«Дженерал дайнемикс», «Хьюз эйркрафт»/«Ханивел» и «Тексас инструментз»/«Мартин-Мариэтта». На кон были поставлены большие деньги, поскольку победитель в перспективе получал заказы от заинтересованных видов вооружённых сил на поставку 7 тыс. ПТРК и 90 тыс. ракет. Летом 1986 года с каждой из перечисленных пар был заключен контракт на сумму $30 млн сроком на 17 месяцев (контракт покрывал расходы на разработку и испытания, общий целевой фонд на НИОКР составил $90 млн на троих, полный срок программы работ был установлен в 36 месяцев) на изготовление и испытания опытных прототипов.
|              |              |              |              |              |              |  |  |                          |                          |                          |                          |                          |                          |  |  | CLBRP (1978)            |                         |                         |                         |                         |                         |  |  |                |                |                |                |                |                |
|              |              |              |              |              |              |  |  |                          |                          |                          |                          |                          |                          |  |  |                         |                         |                         |                         |                         |                         |  |  |                |                |                |                |                |                |
|              |              |              |              |              |              |  |  | Laser Shillelagh (1976)  | Laser Shillelagh (1976)  | Laser Shillelagh (1976)  | Laser Shillelagh (1976)  | Laser Shillelagh (1976)  | Laser Shillelagh (1976)  |  |  | AHAMS (1978)            | AHAMS (1978)            | AHAMS (1978)            | AHAMS (1978)            | AHAMS (1978)            | AHAMS (1978)            |  |  |                |                |                |                |                |                |
|              |              |              |              |              |              |  |  | Laser Shillelagh (1976)  | Laser Shillelagh (1976)  | Laser Shillelagh (1976)  | Laser Shillelagh (1976)  | Laser Shillelagh (1976)  | Laser Shillelagh (1976)  |  |  | AHAMS (1978)            | AHAMS (1978)            | AHAMS (1978)            | AHAMS (1978)            | AHAMS (1978)            | AHAMS (1978)            |  |  |                |                |                |                |                |                |
|              |              |              |              |              |              |  |  | LBR (1972)               |                          |                          |                          |                          |                          |  |  |                         |                         |                         |                         |                         |                         |  |  |                |                |                |                |                |                |
|              |              |              |              |              |              |  |  |                          |                          |                          |                          |                          |                          |  |  |                         |                         |                         |                         |                         |                         |  |  |                |                |                |                |                |                |
|              |              |              |              |              |              |  |  |                          |                          |                          |                          |                          |                          |  |  | Basic Saber (1981)      | Basic Saber (1981)      | Basic Saber (1981)      | Basic Saber (1981)      | Basic Saber (1981)      | Basic Saber (1981)      |  |  | TopKick (1986) | TopKick (1986) | TopKick (1986) | TopKick (1986) | TopKick (1986) | TopKick (1986) |
|              |              |              |              |              |              |  |  |                          |                          |                          |                          |                          |                          |  |  | Basic Saber (1981)      | Basic Saber (1981)      | Basic Saber (1981)      | Basic Saber (1981)      | Basic Saber (1981)      | Basic Saber (1981)      |  |  | TopKick (1986) | TopKick (1986) | TopKick (1986) | TopKick (1986) | TopKick (1986) | TopKick (1986) |
| ATADS (1971) | ATADS (1971) | ATADS (1971) | ATADS (1971) | ATADS (1971) | ATADS (1971) |  |  | Stinger Alternate (1973) | Stinger Alternate (1973) | Stinger Alternate (1973) | Stinger Alternate (1973) | Stinger Alternate (1973) | Stinger Alternate (1973) |  |  | Long Range Saber (1985) | Long Range Saber (1985) | Long Range Saber (1985) | Long Range Saber (1985) | Long Range Saber (1985) | Long Range Saber (1985) |  |  |                |                |                |                |                |                |
| ATADS (1971) | ATADS (1971) | ATADS (1971) | ATADS (1971) | ATADS (1971) | ATADS (1971) |  |  | Stinger Alternate (1973) | Stinger Alternate (1973) | Stinger Alternate (1973) | Stinger Alternate (1973) | Stinger Alternate (1973) | Stinger Alternate (1973) |  |  | Long Range Saber (1985) | Long Range Saber (1985) | Long Range Saber (1985) | Long Range Saber (1985) | Long Range Saber (1985) | Long Range Saber (1985) |  |  |                |                |                |                |                |                |
|              |              |              |              |              |              |  |  | Laser Chaparral (1974)   |                          |                          |                          |                          |                          |  |  |                         |                         |                         |                         |                         |                         |  |  |                |                |                |                |                |                |
|              |              |              |              |              |              |  |  |                          |                          |                          |                          |                          |                          |  |  |                         |                         |                         |                         |                         |                         |  |  |                |                |                |                |                |                |

Принцип срабатывания предохранительно-исполнительного механизма и направленной детонации кумулятивного заряда над целью

Среди характеристик, в которых «Топкик» лидировал были его скорость полёта и безразличие к помехам и погодно-климатическим условиям (мощный углекислотный лазер без особых сложностей пробивал своим лучом клубы дыма, огня и пыли, туман, дождь и другие оптические препятствия, существенно ограничивавшие боевые возможности других комплексов). Но если о боевых качествах представленных прототипов можно было поспорить, то одним из главных измерений в котором «Топкик» был бесспорным фаворитом, была цена предлагаемого образца вооружения, — вся «умная начинка» вмещалась в командно-пусковом блоке и не улетала «на воздух» вместе с дежурной ракетой (в этом плане он проигрывал только «Дракону», который стоил дешевле в несколько раз). Учитывая то обстоятельство, что экономия бюджетных средств была одним из заявленных приоритетов проводившейся программы, ценовой фактор был весьма важным преимуществом (особенно учитывая тот факт, что в ходе предварительных слушаний члены Комитета палаты представителей по вооружённым силам поначалу вообще отказались выделять бюджетные средства на указанную программу, сочтя её слишком дорогостоящей). От каждой из трёх команд требовалось представить по 1 командно-пусковому блоку, 18 ракет и 60 боевых частей для стрельбовых испытаний, которые были намечены армией на первую половину 1988 года. 4 ноября 1988 года начался заключительный этап рассмотрения стороной-заказчиком указанных проектов. Несмотря на реализацию революционных технических принципов в конструкции боевой части, относительно проектов других конкурсантов она была одной из самых слабых по степени разрушительности взрыва для обстреливаемой единицы бронетехники, оная измерялась жюри конкурса не в тротиловом эквиваленте и не в толщине пробиваемой брони, а в набранных баллах по десятибалльной шкале, где «Форд» превзошли образцы «Хьюз» и «Тексас инструментз», причём последний в полтора раза (6:7:9 баллов соответственно). Какие критерии входили в расчёт суммы баллов разрушительности не разглашалось, при этом, по соотношению вероятности попадания к вероятности уничтожения цели (делающей невозможным её восстановление) «Форд» превзошёл образец «Хьюз», уступив «Тексас инструментз» опять же по баллам (5:4:7). Следует отметить, что стрелки в ходе сравнительных испытаний набирались не из числа заводских испытателей, которые с учётом имеющегося настрела и опыта могли бить без промаха по любым целям на полную дальность полёта ракеты при любых условиях обстановки, демонстрируя результаты превосходящие конструктивно заложенные возможности, а из числа обыкновенных рядовых военнослужащих, что безусловно повлияло на результаты стрельб, так как представителям компаний-изготовителей было дозволено провести со стрелками лишь краткий инструктаж по эксплуатации и боевому применению комплексов, а не полноценный курс подготовки. И хотя в отношении цены и целого ряда других качеств обсуждаемый образец вооружения опережал конкурентов с большим отрывом, тем не менее, несмотря на соображения экономии, в финал по итогам отбора вышли вторая и третья пары конкурсантов с более дорогостоящими проектами. В конечном зачёте победил проект последней пары, однако и ему предстоял тернистый путь до постановки на вооружение, поскольку консервативная часть армейского генералитета всячески сопротивлялась замене имевшегося на вооружении арсенала «драконов».

## Устройство

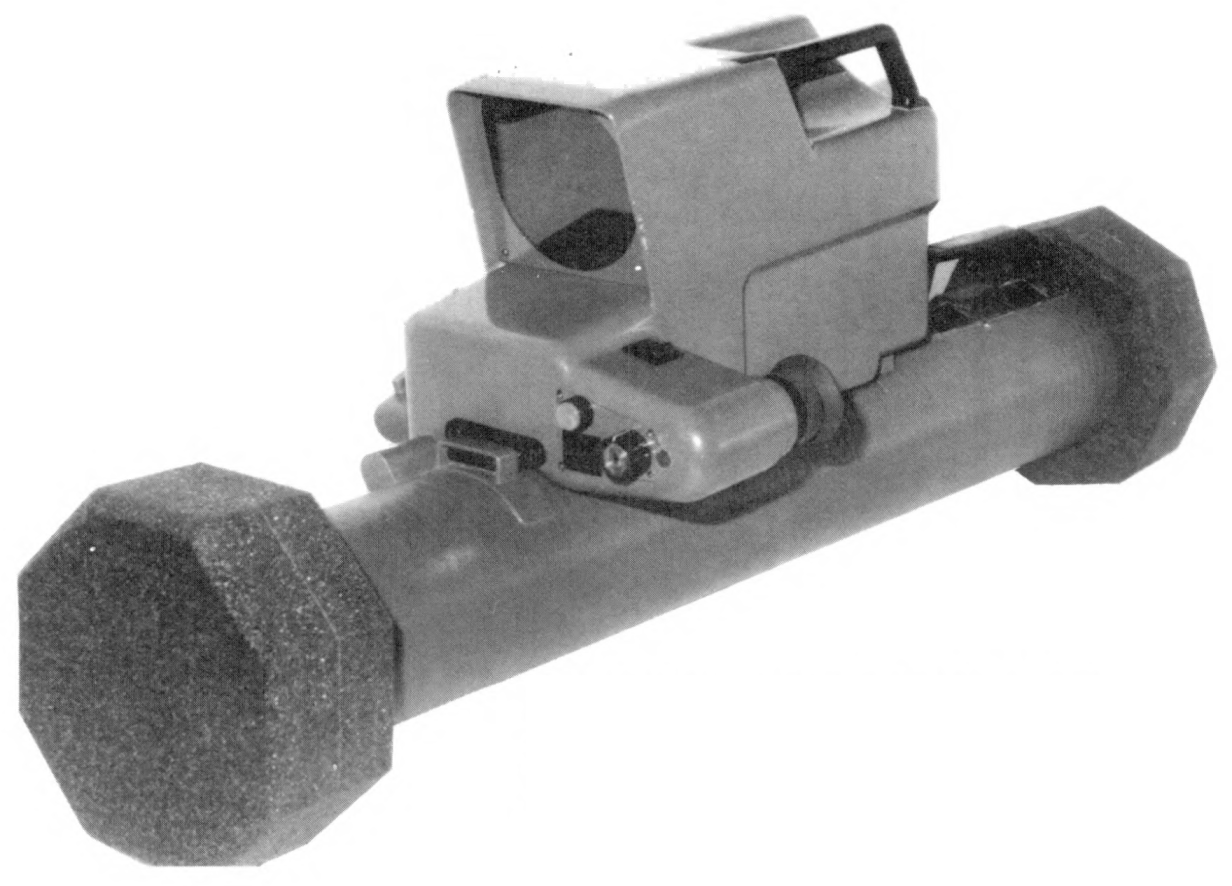
Стандартный вариант ПТРК с короткими буферами

Комплекс в собранном виде включает в себя командно-пусковой блок и ракету в пусковой трубе. КПБ состоит из корпуса с рукоятками для удобства удержания и ручкой для переноски, электроники, прицельных приспособлений и лазерной станции наведения. Для приведения комплекса в боевую готовность достаточно пристыковать КПБ к пусковой трубе и включить его, после чего навести на цель и нажать на спуск, удерживая его в таком положении до попадания или промаха, выбрасывающий двигатель сам создаст избыточное давление в пусковой трубе, необходимое для срыва передней и задней крышек с торцов, полностью выгорев до вылета ракеты из пусковой трубы, маршевый двигатель включится только после того, как ракета улетит на безопасное расстояние от точки запуска. Кумулятивная боевая часть тандемного типа рассчитана на пробивание башенной брони образцов тяжёлой бронетехники, оснащённых динамической защитой, неконтактный датчик цели запрограммирован на срабатывание над целью в точке наименьшей толщины брони, последовательность срабатывания детонационной цепи следующая: сразу после того как радиолокационный сенсор фиксирует резкое вытеснение объёма сканируемого пространства в передней полусфере посторонним объектом, предохранительно-исполнительный механизм переводит замыкатель на боевой взвод, тем временем оба заряда боевой части доворачиваются кумулятивной воронкой в направлении зафиксированного объекта, после того как объём сканируемого пространства вновь начинает высвобождаться (по мере пролёта ракеты над распознанным объектом) цепь замыкается, в результате чего детонирует инициирующий заряд, провоцирующий последовательный подрыв основного и дополнительного кумулятивных зарядов.

## Эффективность
Боевая эффективность комплекса слагалась из следующих составляющих (заявленных разработчиками):
Боевые возможности
- Эффективен в любых условиях боевой обстановки.
- Требует минимум времени на приведение комплекса в боевую готовность.
- Не предусматривает захвата цели, работает по принципу «навёл на цель/нажал на спуск».
- Поражающие факторы взрыва превосходят по своему разрушительному воздействию на цель заявленные требования заказчика.
- Специфическая конфигурация боевой части обеспечивает пробивание брони наиболее современных образцов бронетехники вероятного противника.

Простота
- Достаточно прост в эксплуатации, курс подготовки лёгок для освоения неспециалистами.
- Стабилизированный прицел компенсирует биомеханическую ошибку наведения, способствует ускорению процесса прицеливания и точности наводки.

Живучесть
- Предельно эргономичен, что позволяет вести огонь из любого положения, как на открытой местности, так и в стеснённых условиях.
- Выбрасывающий двигатель ракеты на бездымном сорте топлива продуцирует минимальный демаскирующий эффект от выстрела.
- Низкий приземистый силуэт фигуры стрелка вместе с комплексом на плече на фоне окружающей местности затрудняет его обнаружение противником.

Экономичность
- Дешев в производстве в сравнении с ракетами, оснащёнными головкой самонаведения.
- Дешев в эксплуатации, в режиме хранения и транспортировки не требует технического обслуживания.

## Сравнительная характеристика
| Общие сведения и сравнительная характеристика американских средних противотанковых ракетных комплексов различных изготовителей | Общие сведения и сравнительная характеристика американских средних противотанковых ракетных комплексов различных изготовителей | Общие сведения и сравнительная характеристика американских средних противотанковых ракетных комплексов различных изготовителей | Общие сведения и сравнительная характеристика американских средних противотанковых ракетных комплексов различных изготовителей | Общие сведения и сравнительная характеристика американских средних противотанковых ракетных комплексов различных изготовителей | Общие сведения и сравнительная характеристика американских средних противотанковых ракетных комплексов различных изготовителей | Общие сведения и сравнительная характеристика американских средних противотанковых ракетных комплексов различных изготовителей | Общие сведения и сравнительная характеристика американских средних противотанковых ракетных комплексов различных изготовителей |
| Прототип | Прототип | «Topkick» | «Dragon II» | «FOG-M» | «FOG-M» | «Javelin» | «Striker» |
| --- | --- | --- | --- | --- | --- | --- | --- |
| Изображение | | | | | | | |
| Задействованные структуры | | | | | | | |
| Генеральный подрядчик | Генеральный подрядчик | «Ford Aerospace» | «McDonnell Douglas» | «Hughes Aircraft» | «Hughes Aircraft» | «Texas Instruments» | «Raytheon» |
| Субподрядчики | Субподрядчики | «General Dynamics» | «Kollsman Instruments» | «Honeywell» | «Honeywell» | «Martin Marietta» | |
| Субподрядчики | Субподрядчики | «Loral Systems» | | «Boeing» | «Boeing» | | |
| Система наведения | | | | | | | |
| Режим управления полётом ракеты | Режим управления полётом ракеты                                                                                                | полуавтоматический | полуавтоматический | ручной | автоматический | автоматический | автоматический |
| Устройство наведения ракеты на цель | Устройство наведения ракеты на цель                                                                                            | станция лазерной подсветки | станция передачи команд по проводам                                                                                            | станция передачи команд по проводам                                                                                            | инфракрасная головка самонаведения с фокальноплоскостным матричным приёмником излучения                                        | инфракрасная головка самонаведения с фокальноплоскостным матричным приёмником излучения                                        | инфракрасная головка самонаведения с фокальноплоскостным матричным приёмником излучения                                        |
| Устройство наведения ракеты на цель | Устройство наведения ракеты на цель                                                                                            | с оптическим дневным или ночным прицелом                                                                                       | с оптическим дневным или ночным прицелом                                                                                       | с ТВ-дисплеем | с высокой | с низкой | с низкой |
| Устройство наведения ракеты на цель | Устройство наведения ракеты на цель                                                                                            | с оптическим дневным или ночным прицелом                                                                                       | с оптическим дневным или ночным прицелом                                                                                       | с ТВ-дисплеем | разрешающей способностью | | |
| Метод наведения ракеты | Метод наведения ракеты | трёхточечный | трёхточечный | трёхточечный | двухточечный | двухточечный | двухточечный |
| Метод наведения ракеты | Метод наведения ракеты | метод совмещения | метод совмещения | метод совмещения | метод погони | метод погони | метод пропорционального сближения                                                                                              |
| Метод наведения ракеты | Метод наведения ракеты | автоматического | автоматического | ручного с | метод погони | метод погони | метод пропорционального сближения                                                                                              |
| Метод наведения ракеты | Метод наведения ракеты | с постоянным | с нулевым | произвольным | с переменным | с переменным | с переменным |
| Метод наведения ракеты | Метод наведения ракеты | коэффициентом упреждения | | | | | |
| Время боевой работы | прицеливания | абсолютный минимум | минимум | норма | норма | превышение допустимых параметров                                                                                               | превышение допустимых параметров                                                                                               |
| Время боевой работы | полёта | минимум | превышение допустимых параметров                                                                                               | превышение допустимых параметров                                                                                               | превышение допустимых параметров                                                                                               | превышение допустимых параметров                                                                                               | превышение допустимых параметров                                                                                               |
| Помехозащищённость | Помехозащищённость | абсолютная | абсолютная | абсолютная | относительная | относительная | относительная |
| Помехоустойчивость | Помехоустойчивость | высокая | высокая | абсолютная | низкая | низкая | низкая |
| Угрожающие факторы помеховой обстановки | искусственные | оптические помехи | оптические помехи | не влияют | тепловые ловушки | тепловые ловушки | тепловые ловушки |
| Угрожающие факторы помеховой обстановки | естественные | не влияют | не влияют | не влияют | пыль, дым, огонь, туман, погодно-климатические факторы                                                                         | пыль, дым, огонь, туман, погодно-климатические факторы                                                                         | пыль, дым, огонь, туман, погодно-климатические факторы                                                                         |
| Ракета | | | | | | | |
| Боевая часть ракеты | тип | кумулятивная боевая часть с металлической облицовкой воронки (эффект Монро)                                                    | кумулятивная боевая часть с металлической облицовкой воронки (эффект Монро)                                                    | кумулятивная боевая часть с металлической облицовкой воронки (эффект Монро)                                                    | кумулятивная боевая часть с металлической облицовкой воронки (эффект Монро)                                                    | кумулятивная боевая часть с металлической облицовкой воронки (эффект Монро)                                                    | кумулятивная боевая часть с металлической облицовкой воронки (эффект Монро)                                                    |
| Боевая часть ракеты | тип | тандемная | цельная | тандемная | тандемная | тандемная | цельная |
| Боевая часть ракеты | детонация | строго над целью вниз | строго вперёд | строго вперёд | строго вперёд | строго вперёд | строго вперёд |
| Боевая часть ракеты | разрушение | минимум | абсолютный минимум | норма | норма | абсолютный максимум | максимум |
| Траектория полёта ракеты | Траектория полёта ракеты | неизменная запрограммированная                                                                                                 | неизменная запрограммированная                                                                                                 | изменяемая стрелком | изменяемая стрелком | изменяемая стрелком | изменяемая стрелком |
| Траектория полёта ракеты | Траектория полёта ракеты | над линией визирования | по линии визирования | произвольно | произвольно | до пуска из двух вложенных вариантов                                                                                           | до пуска из двух вложенных вариантов                                                                                           |
| Корректировка полёта ракеты стрелком | Корректировка полёта ракеты стрелком                                                                                           | возможна | возможна | возможна | невозможна | невозможна | невозможна |
| Боевые возможности | | | | | | | |
| Эффективная дальность стрельбы | Эффективная дальность стрельбы                                                                                                 | норма | абсолютный минимум | абсолютный максимум | абсолютный максимум | минимум | минимум |
| Вероятность попадания | Вероятность попадания | норма | минимум | абсолютный минимум | абсолютный минимум | максимум | абсолютный максимум |
| Ответный огонь обстреливаемой цели | Ответный огонь обстреливаемой цели                                                                                             | может отрицательно повлиять на вероятность попадания                                                                           | может отрицательно повлиять на вероятность попадания                                                                           | может отрицательно повлиять на вероятность попадания                                                                           | не влияет на вероятность попадания                                                                                             | не влияет на вероятность попадания                                                                                             | не влияет на вероятность попадания                                                                                             |
| Стрельба с закрытых огневых позиций | Стрельба с закрытых огневых позиций                                                                                            | невозможна | невозможна | предпочтительна | предпочтительна | невозможна | невозможна |
| Стрельба по загоризонтным целям | Стрельба по загоризонтным целям                                                                                                | невозможна | невозможна | предпочтительна | предпочтительна | невозможна | невозможна |
| Стрельба по целям за преградами | Стрельба по целям за преградами                                                                                                | неэффективна | неэффективна | эффективна | эффективна | допустима | допустима |
| Стрельба сквозь плотную дымовую завесу | Стрельба сквозь плотную дымовую завесу                                                                                         | проблематична | нецелесообразна | эффективна по любой цели | эффективна по любой цели | эффективна только по авто- и бронетехнике                                                                                      | эффективна только по авто- и бронетехнике                                                                                      |
| Стрельба в условиях густого тумана | Стрельба в условиях густого тумана                                                                                             | проблематична | бесполезна | эффективна | эффективна | проблематична | проблематична |
| Смена огневой позиции после пуска | Смена огневой позиции после пуска                                                                                              | недопустима | недопустима | допустима | допустима | предпочтительна | предпочтительна |
| Повторный обстрел цели после пуска | Повторный обстрел цели после пуска                                                                                             | невозможен до попадания или промаха                                                                                            | невозможен до попадания или промаха                                                                                            | невозможен до попадания или промаха                                                                                            | возможен сразу же после пуска                                                                                                  | возможен сразу же после пуска                                                                                                  | возможен сразу же после пуска                                                                                                  |
| Демаскирующие факторы стрельбы | Демаскирующие факторы стрельбы                                                                                                 | максимум | абсолютный максимум | норма | норма | минимум | абсолютный минимум |
| Относительный вес | Относительный вес | близкий к минимуму | превышение | норма | норма | превышение | абсолютный минимум |
| Эксплуатационные вопросы | | | | | | | |
| Простота | эксплуатационная | требует специальной подготовки                                                                                                 | требует специальной подготовки                                                                                                 | требует особых навыков | требует особых навыков | примитивен, выстрелил и выбросил                                                                                               | примитивен, выстрелил и выбросил                                                                                               |
| Простота | технологическая | максимум | абсолютный максимум | норма | норма | абсолютный минимум | минимум |
| Цена серийного боеприпаса, тыс. $ | относительная | минимум | абсолютный минимум | норма | норма | абсолютный максимум | максимум |
| Цена серийного боеприпаса, тыс. $ | фиксированная | 90 | 15 | 110 | 110 | 150 | н/д |
| Цена серийного боеприпаса, тыс. $ | в ценах на момент войсковых испытаний                                                                                          | | | | | | |
| Оценочная стоимость программы работ, млн $ | | | | | | | |
| минимум | 108 | 12 | 110 | 110 | 120 | 120 | |
| норма | 180 | 30 | 220 | 220 | 300 | 300 | |
| максимум | 230 | 38 | 290 | 290 | 390 | 390 | |
| Источники информации - Jane’s Weapon Systems 1986—87. / Edited by Ronald T. Pretty. — 17th ed. — London: Jane’s Publishing Company, 1986. — P. 68—69. — 1127 p. — (Jane’s Yearbooks) — ISBN 0-7106-0832-2. - Jane’s Weapon Systems 1987—88. / Edited by Bernard Blake. — 18th ed. — London: Jane’s Publishing Company, 1987. — P. 148—150. — 1100 p. — (Jane’s Yearbooks) — ISBN 0-7106-0845-4. - Angelis D., Ford D. N., Dillard J. T. Valuation of Real Options as Competitive Prototyping in System Development. // Defense Acquisition Research Journal. — Fort Belvoir, VA: Defense Acquisition University, July 2014. — Vol. 21. — № 3. — P. 676—682. | | | | | | | |

## Тактико-технические характеристики
Источник информации : Jane’s Weapon Systems 1988-89. / Edited by Bernard Blake. — 19th ed. — Coulsdon, Surrey: Jane’s Information Group, 1988. — P. 153-156 — 1008 p. — (Jane’s Yearbooks) — ISBN 0-7106-0855-1.
- Полная боевая масса комплекса — 20,180 кг
- Эффективная дальность стрельбы — >3000 м

## Варианты
Комплекс за время проведения конкурса претерпел целый ряд изменений дизайна и эксплуатационных характеристик, существенно преобразился в сторону повышения эргономичности, снижения количества кнопок и тумблеров на корпусе, и как следствие упрощения эксплуатации, укорачивания пусковой трубы и уменьшения видимого силуэта стрелка с комплексом на плече на фоне окружающей местности. Под завершение конкурса, комплекс предлагался в трёх вариантах реализации под конкретные требования заказчика (слева приводятся цвета заводской окраски конкретных вариантов комплекса):
  Стандартный общевойсковой — предназначенный для оснащения линейных частей сухопутных войск, пригодный для транспортировки на борту любых единиц имеющегося парка авто- и бронетехники. Продолговатые буферы на обоих концах пусковой трубы, составляющие от пятой части до четверти её общей длины.
  Укороченный специальный — предназначенный для оснащения десантников, рейнджеров, зелёных беретов и морских пехотинцев, пригодный для швартовки к телу военнослужащего перед десантированием парашютным способом или перед морской десантной операцией.
  Укороченный экспортный — коммерческий вариант, предлагавшийся на экспорт для армий стран-сателлитов. Последний по времени разработки и самый короткий из всех, практически в полтора раза короче стандартного варианта, передний буфер пусковой трубы примыкает вплотную к КПБ (пусковая труба имеет внешнее сходство с другим продуктом «Аэроньютроник» того же периода — ПТРК «Шро»). Минимум кнопок и тумблеров.
Собственно, «Топкиком» является последний из перечисленных. Первые два варианта на протяжении всего конкурса назывались в официальной печати не иначе как «Форд-Осом» (Ford AAWS-M). КПБ указанных вариантов являются взаимозаменяемыми. В силу различных массо-габаритных характеристик и эксплуатационных качеств, перечисленные варианты по сути являются тремя разными комплексами, но в околовоенной публицистике их не подразделяли на разновидности и представляли как один и тот же продукт компании «Форд».